# تورگوتلو، کوزانی
تورگوتلو، کوزانی (به لاتین: Turgutlu, Kozan) یک منطقهٔ مسکونی در ترکیه است که در قوزان (ترکیه) واقع شده‌است.